# Roberta Gasparetti
Roberta Gasparetti (Azzano Decimo, 24 maggio 1957) è una doppiatrice italiana.

## Doppiaggio

### Film
- Lesley Manville in Maleficent, Maleficent - Signora del male
- Emma Chambers in Notting Hill
- Judy Greer in Prima o poi mi sposo
- Cloris Leachman in Scary Movie 4
- Andrea Martin in Black Christmas - Un Natale rosso sangue
- Maggie McCarthy in Una proposta per dire sì
- Lindsay Beamish in Shortbus
- Alex Kelly in Il segreto di Vera Drake
- Katrin Cartlidge in Il mistero dell'acqua
- Elizabeth Commelin in Chocolat
- Isabelle Nanty in Il favoloso mondo di Amélie
- Valérie Bonneton in Supercondriaco - Ridere fa bene alla salute
- Shirley Stoler in The Honeymoon Killers
- Anne Marivin in Giù al Nord
- Ariane Ascaride in Il riccio
- Annalea Rawicz in Garfield - Il film
- Luisa Ragusa (nel ruolo della marionetta Colombina) e Barbara Enrichi in Pinocchio (film 2019, versione inglese)
- Helen Lederer in Horrid Henry - Piccola peste
- Marjane Satrapi ne Il primo bacio
- Amy Hill in Catfight - Botte da amiche

### Film d'animazione
- Debbie in La gang del bosco
- Glinda ne Il magico mondo di Oz
- Claudine ne Un gatto a Parigi

### Televisione
- Camryn Manheim in Elvis
- Diana-Maria Riva in Philly
- Cynthia Martells in Veritas: The Quest
- Jill Marie Jones in Girlfriends
- Jane Horrocks in Absolutely Fabulous
- Mirta Wons in Rebelde Way
- Jeanne Arènes in Panda

### Cartoni animati
- Asajj Ventress in Star Wars: Clone Wars